# Tawaramoto
Tawaramoto (japanska: 田原本町?, Tawaramoto-chō) är en landskommun (köping) i Nara prefektur i Japan.  